# Switz City (Indiana)
Switz City es un pueblo ubicado en el condado de Greene en el estado estadounidense de Indiana. En el Censo de 2010 tenía una población de 293 habitantes y una densidad poblacional de 502,79 personas por km².

## Geografía
Switz City se encuentra ubicado en las coordenadas 39°2′6″N 87°3′12″O / 39.03500, -87.05333. Según la Oficina del Censo de los Estados Unidos, Switz City tiene una superficie total de 0.58 km², de la cual 0.58 km² corresponden a tierra firme y (0%) 0 km² es agua.

## Demografía
Según el censo de 2010, había 293 personas residiendo en Switz City. La densidad de población era de 502,79 hab./km². De los 293 habitantes, Switz City estaba compuesto por el 97.27% blancos, el 0.68% eran afroamericanos, el 0.68% eran amerindios, el 0.34% eran asiáticos, el 0% eran isleños del Pacífico, el 0.68% eran de otras razas y el 0.34% pertenecían a dos o más razas. Del total de la población el 2.05% eran hispanos o latinos de cualquier raza.